# Върховен административен съд на Източна Румелия
 Тази статия е за институцията в Източна Румелия.  За съда в България вижте Върховен административен съд.  
Върховният административен съд е държавна институция в Източна Румелия, която осъществява върховен съдебен надзор в държавата по прилагане на законите в административното правораздаване.
Тя разглежда като първа инстанция спорове във връзка с актове на централната администрация и окръжните съвети. Като втора инстанция може да преразглежда решения на окръжните административни съдилища.
Върховният административен съд е създаден през 1879 година с Органическия устав на областта. Закрит е след Съединението през 1885 година, когато функциите му са поети от Административното отделение на Върховния касационен съд на България.